# Bezzębie
Bezzębie – stan całkowitego braku naturalnych zębów. Może prowadzić do wielu zaburzeń funkcjonowania organizmu, jak na przykład zwiększonego ryzyka sercowo-naczyniowego, cukrzycy typu II i przewlekłej choroby nerek.